# Roland Spott
Roland Spott (* 20. Oktober 1957) ist ein ehemaliger deutscher Fußballtorwart.

## Karriere
Spott ist aus der Jugend von SpVgg Remscheid hervorgegangen und wechselte noch als Junior zu Fortuna Düsseldorf. Der 1,85 m große Nachwuchstorhüter wurde vom DFB am 26. August 1974 erstmals in der DFB-Jugendauswahl bei einem Freundschaftsspiel gegen Frankreich (2:1) eingesetzt. Im November gehörte er dem Aufgebot für das „Prinz-Albert-Turnier“ in Monte Carlo an, im Januar 1975 nahm er mit der DFB-Jugendauswahl an einem weiteren Turnier in Israel und in Las Palmas um den „Atlantikpokal“ teil. Nach fünf Einsätzen in der Jugendauswahl stand Spott 1975 im DFB-Aufgebot für das UEFA-Jugendturnier in der Schweiz, blieb aber ohne Einsatz.
Am 20. März 1976, wenige Minuten nach der Bundesligapartie Rot-Weiss Essen gegen Hamburger SV, unterzeichnete Spott einen Vertrag bei den Essenern, um zur Saison 1976/77 als Ersatztorhüter hinter Heinz Blasey zu fungieren. Nach Meinung des Sportjournalisten Rainer Holzschuh unterstrich die Verpflichtung des 18-jährigen Spott als „ausbaufähiges Talent“, dass sich Blasey als Nummer eins im Tor durchgesetzt habe, verdrängte dieser doch den bisherigen Stammkeeper Jürgen Rynio aus dem Tor. RWE stieg als 18. der Tabelle aus der Bundesliga ab und Spott hatte drei Spiele absolviert, der nachverpflichtete Ulrich Granzow kam auf acht Einsätze hinter Stammtorhüter Blasey. Noch bei seiner Bundesliga-Premiere am 11. September 1976 glänzte Spott mit seinen Paraden, dass er trotz einer 1:2 beim 1. FC Saarbrücken in die „Elf des Tages“ des Kicker-Sportmagazins aufgestellt wurde. Roland Spott erhielt überschwängliche Kritiken, galt als große Hoffnung für die Bundesliga-Zukunft des RWE.
1978 gehörte Spott zum Bundeswehr-Kader für die Fußball-Militärweltmeisterschaft 1979 in Kuwait.
In der Saison 1977/78 in der 2. Bundesliga behielt Blasey weiterhin die Stammposition im RWE-Tor bei und Spott kam wiederum zu drei Einsätzen. 
1978 wechselte Spott zum BV 08 Lüttringhausen, stieg zusammen mit den Ex-Profis Detlef Pirsig, Heino Maulshagen, Norbert Sobbe, Herbert Bals und Lothar Richter von der Verbandsliga Niederrhein in die Oberliga auf, blieb aber größtenteils im Schatten von Wolfgang Hild. Nach Ende der Saison 1981/82 konnte er mit dem Team den Meistertitel in der Oberliga Nordrhein gewinnen.